# Ustynivský rajón
Ustynivský rajón (ukrajinsky Устинівський район) byl rajón v Kirovohradské oblasti na Ukrajině. Hlavním městem byla Ustynivka a rajón měl přibližně 12 tisíc obyvatel. 

## Sídla v rajónu
- Ustynivka